# Castell de Vacarisses
El Castell de Vacarisses és un castell del municipi de Vacarisses (Vallès Occidental) declarat bé cultural d'interès nacional.

## Descripció
Està situat en lloc dominant i l'edifici actual té caràcter de masia noble dels segles xvii o xviii. A partir d'una planta rectangular s'aixeca l'estructura de la casa. La teulada és a dues aigües amb teules àrabs i carener horitzontal a la façana. Una part de la façana principal presenta una situació sobresortida on es veu la porta d'entrada amb grans dovelles i tres finestres rectangulars, al pis, amb protecció de barana de ferro. Els murs estan arrebossats exteriorment i deixen a la vista les pedres cantoneres i les llindes de les finestres. Per sota la teulada hi ha un incipient ràfec que disposa una decoració de dues fileres de caps de teules.
El casal està situat sobre construccions que es remunten al segle xi. Els actuals murs de contenció de pedra vermella són del segle xiii o xiv; queden alguns panys de muralles i rampes d'accés. El lloc destinat a presó és relativament modern —es va construir una paret en una volta més antiga. També es conserva el poltre on es ferraven les cavalleries. Presenta diferents construccions annexionades tals com graners, cellers, cups de vi i era de batre.

## Història
El primer esment específic del castell de Vacarisses correspon a l'any 1001, dins la donació de la propietat i el domini sobre els comtats d'Osona i Manresa que el comte Borrell fa a la seva muller Ermessenda de Carcassona. El 1023, la mateixa Ermessenda empenyora al seu fill Berenguer Ramon I diversos castells, entre els quals hi ha el de Vacarisses.
El 1072 el castell ja és de la família Montcada. Hi resideixen per ells diversos lloctinents o castlans. Ja en el segle xiii (1291), el Castell de Vacarisses figura en la donació propter nuptias de Guilleuma de Montcada amb l'infant Pere. La darrera possessora de la família Montcada és Guilleuma de Montcada, que morí el 1309. El 30 d'agost de 1358, Pere el Cerimoniós va vendre, per 4.000 sous, el castell amb Rellinars i altres parròquies de l'entorn a Jaume Desfar.
En el 1396 es fortifica el castell en la guerra enfront del Comte de Foix. Durant tot el segle xv es manifesta la vida de la parròquia de Vacarisses juntament amb el seu castell. L'any 1359 es veu reflectit per un inventari d'objectes i noms d'armes pertanyents al castell.
Des del 1596, Isabel Desfar figura com a Senyora de Vacarisses, Rellinars i Castellbell. Després, amb el seu casament amb Francesc Amat, dona origen a la introducció de la família Amat. El 1702 s'atorga el títol de Marquès de Castellbell a Josep Amat. L'any 1707 va néixer Manuel Amat i Junyent, que fou Governador de Xile, i de 1761 a 1776 fou nomenat Virrei del Perú pel rei Ferran VI d'Espanya. Més endavant, pel 1773, el castell es destina a tasques de pagesia i recol·lecció de censos.
El 1939, el Marquesat passa a una tal Dolors, Gran d'Espanya, esposa de Lluís Villalonga. El 1948, Joaquim Villalonga ven el castell a Antoni Roure i Jofre, actual propietari (anys vuitanta).
L'any 2003 es portà a terme una intervenció arqueològica i un estudi històric com a pas previ a la rehabilitació de l'edifici. Els sondejos arqueològics no van permetre documentar cap element associable clarament a cronologies entorn el segle xi, fet que sembla donar pes a la teoria que l'emplaçament primerenc del castell era la propera "Torrota", des d'on s'haurien traslladat al segle XIV-XV a l'emplaçament actual. Tot i així, no es pot descartar que l'antic castell estigués situat en el mateix lloc que l'actual i que fos totalment destruït en construir-se el nou edifici als segles xiv i xv, del qual s'han identificat tot un seguit de murs amb un aparell molt uniforme format per carreus quadrangulars de pedra sorrenca disposats en filades regulars. Durant els segles XVI-XVII, l'edifici anirà canviant a poc a poc la seva funció i es construiran una sèrie d'edificis que comportaran un canvi important en la fisonomia del conjunt. La transformació del castell en una gran explotació agrícola acabarà al segle xviii, amb un important canvi en la seva fisonomia amb la construcció de tota l'actual ala occidental i l'edifici adossat a l'oest, a més de tres cups. Al segle xix, a algunes de les sales del castell s'ubica l'escola per a nens i també l'Ajuntament; per això es porten a terme diverses reformes a l'interior de l'edifici per habilitar-lo a la seva nova funcionalitat. A partir de 1974, amb el trasllat de les escoles i l'Ajuntament a nous edificis, el castell quedarà pràcticament sense ús i començaran les gestions per a la seva restauració. L'any 1985 fou adquirit per l'Ajuntament i ha estat rehabilitat recentment. Durant els anys 2005-2006 es feu un seguiment arqueològic dels treballs d'adequació, gràcies al qual es pogué fixar la cronologia d'alguns elements que no havien estat suficientment datats durant la intervenció arqueològica anterior a causa de la dificultat d'accés a determinats espais del castell. En general, els resultats del seguiment de les obres ratificaren les conclusions a què s'havia arribat durant l'estudi efectuat l'any 2003.